# 아드리안 곤살레스
아드리안 곤살레스(Adrian Gonzalez, 1982년 5월 8일 ~ )는 미국 캘리포니아 샌디에이고 출신으로 현 내셔널 리그 뉴욕 메츠의 1루수이다. 형은 시카고 컵스에서 뛰고 있는 내야수 에드가 곤살레스이다.

## 프로 입단 전
아마추어 드래프트에서 알렉스 로드리게스 이후로는 처음으로 내야수로 전체 1위로 지명되었다.
2000년 드래프트 당시에는 드래프트 대상자 선수들이 역대 최악이라는 이야기까지 나올 정도였고, 전체 2순위로 지명됐던 전 미네소타 트윈스의 아담 존슨이 강력한 1순위 후보였으나, 플로리다 말린스는 드래프트 금액을 아끼고 싶어했고, 결국 아드리안 곤살레스를 지명하게 된다. 결과적으로 아드리안 곤살레스는 샌디에이고로 이적 후 기대 이상의 실력을 보여주며 성장했고, 2000년 드래프트 당시 전체 1라운더 안에 지명되었던 선수중 아드리안 곤살레스와 로코 발델리, 15순위에 지명된 체이스 어틀리, 19순위의 션 버넷, 29순위의 애덤 웨인라이트를 제외하면 메이저 리그에서 풀타임으로 한 시즌 이상 활약한 선수는 없으며, 그나마 션 버넷은 좌완 스폐셜리스트로 연명하고 있고, 로코 발델리는 2007시즌 이후로 당뇨병을 비롯한 질병에 시달리며 활약하지 못하고 2011년 은퇴선언을 하였다.

## 메이저 리그 시절

### 텍사스 레인저스
2003년 플로리다 말린스가 우승을 위해 불펜보강을 필요로 하자, 당시 텍사스 레인저스의 마무리였던 우게스 어비나를 데려오기 위해 곤살레스를 사용하였다. 1:3 트레이드로 텍사스는 어비나를 주는 대가로 아드리안 곤살레스, 라이언 스네어, 팀 스미스를 받아왔다.

### 샌디에이고 파드리스
텍사스 레인저스로 이적한 아드리안 곤살레스는 마이너 리그 베이스볼에선 가능성을 보여주었으나, 당시 메이저 리그에선 성적을 보여주지 못하였고, 당시 텍사스 레인저스는 1루수에 마크 테세이라라는 거물 1루수를 보유한 상태였다. 결국 텍사스 레인저스는 투수력 보강을 위해 애덤 이턴과 오츠카 아키노리를 받는 조건으로, 아드리안 곤살레스를 크리스 영, 터멜 슬레지와 함께 샌디에이고 파드리스로 보내었다.
에드리안 곤살레스는 고향팀인 샌디에이고로 오자마자 폭발하여, 2006시즌 24홈런, .301의 타율 82타점의 성적을 내었으며, 이듬해인 2007년엔 더 폭발, 30홈런, .282타율 100타점의 성적을 기록하며, 2010년까지 샌디에이고의 유일한 강타자로 활약하였다.
그러나, 샌디에이고 구단주가 이혼 문제로 긴축 운영을 하고, 팀의 에이스였던 제이크 피비를 2009년에 트레이드 하자 곤살레스는 샌디에이고의 연장계약을 들어볼 의향은 있으나, 홈디스카운트를 해주진 못하고, 2009년 뉴욕 양키스로 이적한 마크 테세이라 급인 8년 1억 6천만불급의 계약을 요구하게 되면서 그 금액을 지불할 수가 없었던 샌디에이고는 트레이드 결심을 하게 되었다.

### 보스턴 레드삭스
2010년 12월 6일(미국시각) 보스턴 레드삭스로 1:4 트레이드를 통해 이적하였다. 샌디에이고 파드리스는 대가로 팀내 1,2,6순위 유망주인 케이시 켈리, 앤쏘니 리조, 레이몬드 푸엔테스를 받았다. 나머지 한명은 추후지명으로 이적할 예정이었는데, 유틸리티 플레이어였던 에릭 패터슨이 추후지명자로 지명되어 샌디에이고로 이적하게 된다.

### 애틀란타 브레이브스
2017년 12월 17일에 3:1트레이드 과정에 2017년 12월 19일에 애틀란타 브레이브스에서 방출당했다.

### 뉴욕 메츠
2018년 1월 18일 뉴욕 메츠와 1년 계약을 했다는 것이 발표되었다. 계약내용은 1년간 최저 연봉을 받는 것이지만 방출된 뒤 계약한 것이기에 전소속팀인 애틀랜타 브레이브스에게 2,000만 달러가 넘는 연봉을 받는다.

## 통산기록

### 연도별 타격 성적
| 연 도      | 소 속      | 경 기 | 타 석 | 타 수 | 득 점 | 안 타 | 2 루 타 | 3 루 타 | 홈 런 | 루 타 | 타 점 | 도 루 | 도 루 자 | 희 생 번 | 희 생 플 | 볼 넷 | 고 4 | 사 구 | 삼 진 | 병 살 타 | 타 율 | 출 루 율 | 장 타 율 | O P S |
| ---------- | ---------- | ----- | ----- | ----- | ----- | ----- | ------- | ------- | ----- | ----- | ----- | ----- | -------- | -------- | -------- | ----- | ---- | ----- | ----- | -------- | ----- | -------- | -------- | ----- |
| 2004년     | TEX        | 16    | 44    | 42    | 7     | 10    | 3       | 0       | 1     | 16    | 7     | 0     | 2        | 0        | 0        | 2     | 0    | 0     | 6     | 0        | .238  | .273     | .381     | .654  |
| 2005년     | TEX        | 43    | 162   | 150   | 17    | 34    | 7       | 1       | 6     | 61    | 17    | 0     | 0        | 0        | 2        | 10    | 2    | 0     | 37    | 3        | .227  | .272     | .407     | .678  |
| 2006년     | SD         | 156   | 631   | 570   | 83    | 173   | 38      | 1       | 24    | 285   | 82    | 0     | 1        | 1        | 5        | 52    | 9    | 3     | 113   | 24       | .304  | .362     | .500     | .862  |
| 2007년     | SD         | 161   | 720   | 646   | 101   | 182   | 46      | 3       | 30    | 324   | 100   | 0     | 0        | 0        | 6        | 65    | 9    | 3     | 140   | 6        | .282  | .347     | .502     | .849  |
| 2008년     | SD         | 162   | 700   | 616   | 103   | 172   | 32      | 1       | 36    | 314   | 119   | 0     | 0        | 0        | 3        | 74    | 18   | 7     | 142   | 24       | .279  | .361     | .510     | .871  |
| 2009년     | SD         | 160   | 681   | 552   | 90    | 153   | 27      | 2       | 40    | 304   | 99    | 1     | 1        | 1        | 4        | 119   | 22   | 5     | 109   | 23       | .277  | .407     | .551     | .958  |
| 2010년     | SD         | 160   | 693   | 591   | 87    | 176   | 33      | 0       | 31    | 302   | 101   | 0     | 0        | 2        | 4        | 93    | 35   | 2     | 114   | 15       | .298  | .393     | .511     | .904  |
| 2011년     | BOS        | 159   | 715   | 630   | 108   | 213   | 45      | 3       | 27    | 345   | 117   | 1     | 0        | 0        | 5        | 74    | 20   | 6     | 119   | 28       | .338  | .410     | .548     | .957  |
| 2012년     | BOS/LAD    | 159   | 684   | 629   | 75    | 188   | 47      | 1       | 18    | 291   | 108   | 2     | 0        | 0        | 8        | 42    | 5    | 5     | 110   | 10       | .299  | .344     | .463     | .806  |
| 2013년     | LAD        | 157   | 641   | 583   | 69    | 171   | 32      | 0       | 22    | 269   | 100   | 1     | 0        | 0        | 10       | 47    | 6    | 1     | 98    | 12       | .293  | .342     | .461     | .803  |
| 2014년     | LAD        | 159   | 660   | 591   | 83    | 163   | 41      | 0       | 27    | 285   | 116   | 1     | 1        | 0        | 11       | 56    | 9    | 2     | 112   | 13       | .276  | .335     | .482     | .817  |
| 2015년     | LAD        | 156   | 643   | 571   | 76    | 157   | 33      | 0       | 28    | 274   | 90    | 0     | 1        | 0        | 3        | 62    | 10   | 6     | 107   | 21       | .275  | .350     | .480     | .830  |
| 통산：12년 | 통산：12년 | 1648  | 6974  | 6171  | 899   | 1792  | 384     | 12      | 290   | 3070  | 1056  | 6     | 4        | 4        | 61       | 696   | 145  | 40    | 1207  | 179      | .290  | .363     | .497     | .860  |

- 2015년 기준, 굵은 글씨는 시즌 최고 성적.